# 美濃國分寺
美濃國分寺（みのこくぶんじ）是位在日本岐阜縣大垣市的寺院，高野山真言宗準別格本山。山號「金銀山」（きんぎんざん）。本尊藥師如來、開基（創立者）為行基。

## 歷史
天平13年（741年），聖武天皇發布「國分寺建立之詔」，在諸國建立的國分寺之一。

## 關連項目
- 國分寺

## 外部連結
- 美濃國分寺